# A Question of Honour
„A Question of Honour” – singel Sarah Brightman, który został wydany w 1995 roku. Został umieszczony na albumie Fly.

## Lista utworów
- CD maxi–singel (6 października 1995)[1]

1. „A Question of Honour” (Radio Edit) – 5:16
2. „A Question of Honour” (Pech Remix) – 5:18
3. „A Question of Honour” (Knock Out Mix) – 8:14
4. „A Question of Honour” (Damage Control Remix) – 6:04
5. „A Question of Honour” (Tom Lord Alge Mix) – 6:36

## Notowania na listach sprzedaży
| Kraj   | Lista (1995)    | Najwyższa pozycja |
| ------ | --------------- | ----------------- |
| Niemcy | Top 100 Singles | 15                |